# Zygmuntowo (powiat kościański)
Zygmuntowo – wieś w Polsce położona w województwie wielkopolskim, w powiecie kościańskim, w gminie Śmigiel.

## Historia
Pod koniec XIX wieku Zygmuntowo liczyło 10 dymów (domostw) i 56 mieszkańców, z czego 16 deklarowało się jako ewangelicy. Wieś obejmowała obszar 115 ha. W latach 1975–1998 miejscowość należała administracyjnie do województwa leszczyńskiego. W 2011 Zygmuntowo liczyło 33 mieszkańców.
Przez wieś przebiegała linia wąskotorowa ze Starego Bojanowa do Krzywinia.